# شیخ موسی
روستای شیخ موسی در شهرستان خدابنده قرار دارد. امامزاده غفار یکی از اماکن مذهبی است که در این روستا واقع شده‌است. محصولات تولیدی این روستا شامل گندم، جو، عدس و نخودو زرد آلو می‌باشد. این روستا از امکانات برق، تلفن و آب آشامیدنی لوله کشی شده بهره‌مند می‌باشد. لوله کشی آب آشامیدنی این روستا در سال ۱۳۶۴ توسط سازمان جهاد کشاورزی شهرستان خدابنده و تلاش بی‌وقفه رئیس شورای وقت حاج نبی اله یوسفی امیری انجام شده‌است. روستاهای همجوار روستای شیخ موسی عبارتند از اسپرین، آلینجه، سها و هلیل آباد

## جمعیت
جمعیت روستا بر اساس سرشماری سال ۱۳۸۵، ۱۰۰ خانوار با جمعیت ۸۰۰ نفر بوده‌است.